# Källfränevivel
Källfränevivel (Ceutorhynchus pervicax) är en skalbaggsart som beskrevs av Julius Weise 1883. Källfränevivel ingår i släktet Ceutorhynchus, och familjen vivlar. Arten är reproducerande i Sverige.